# Damien Touya
Damien Michel Touya (La Rochelle, 23 de abril de 1975) es un deportista francés que compitió en esgrima, especialista en la modalidad de sable. Sus hermanos Anne-Lise y Gaël también compitieron en esgrima.
Participó en tres Juegos Olímpicos de Verano, obteniendo en total tres medallas, bronce en Atlanta 1996, en la prueba individual, plata en Sídney 2000, por equipos (junto con Mathieu Gourdain, Julien Pillet y Cédric Séguin), y oro en Atenas 2004, por equipos (con Julien Pillet y Gaël Touya).
Ganó cinco medallas en el Campeonato Mundial de Esgrima entre los años 1997 y 1999, y dos medallas de oro en el Campeonato Europeo de Esgrima, en los años 1996 y 1999.

## Palmarés internacional
| Juegos Olímpicos   | Juegos Olímpicos            | Juegos Olímpicos  | Juegos Olímpicos  |
| Año                | Lugar                       | Medalla           | Prueba            |
| ------------------ | --------------------------- | ----------------- | ----------------- |
| 1996               | Atlanta (Estados Unidos)    | Medalla de bronce | Sable individual  |
| 2000               | Sídney (Australia)          | Medalla de plata  | Sable por equipos |
| 2004               | Atenas (Grecia)             | Medalla de oro    | Sable por equipos |
| Campeonato Mundial |                             |                   |                   |
| Año                | Lugar                       | Medalla           | Prueba            |
| 1997               | Ciudad del Cabo (Sudáfrica) | Medalla de oro    | Sable por equipos |
| 1997               | Ciudad del Cabo (Sudáfrica) | Medalla de bronce | Sable individual  |
| 1998               | La Chaux-de-Fonds (Suiza)   | Medalla de plata  | Sable por equipos |
| 1999               | Seúl (Corea del Sur)        | Medalla de oro    | Sable individual  |
| 1999               | Seúl (Corea del Sur)        | Medalla de oro    | Sable por equipos |
| Campeonato Europeo |                             |                   |                   |
| Año                | Lugar                       | Medalla           | Prueba            |
| 1996               | Limoges (Francia)           | Medalla de oro    | Sable individual  |
| 1999               | Bolzano (Italia)            | Medalla de oro    | Sable por equipos |